# Édison Méndez
Édison Vicente Méndez Méndez (Ibarra, 16 de marzo de 1979) es un exfutbolista ecuatoriano que jugaba de volante ofensivo. Formó parte de la selección de fútbol de Ecuador. Entre sus principales atributos, destacaban la pegada de media distancia y la precisión de los centros al área. Fue director técnico del Club Deportivo El Nacional en la segunda mitad de la temporada 2020 e interino de Liga de Quito en el año 2022.

## Trayectoria

### Como jugador

#### Deportivo Quito
Édison Méndez empezó su carrera como futbolista en el año de 1997 jugando por Deportivo Quito. A finales del año 1999, se consagra como titular inamovible en el equipo capitalino, acumulando un total de 192 partidos desde su debut.

#### El Nacional
Después pasó a El Nacional de Quito a mediados de 2002.
En la Copa Mundial de Fútbol de 2002 anotó el gol con el que la Selección de Ecuador consiguió su primera victoria en un mundial, al vencer 1-0 a Croacia.

#### Irapuato
Su destacada actuación hizo que sea transferido al Irapuato de la Primera División de México en enero del 2004 donde lamentablemente no pudo triunfar.

#### Santos Laguna
En ese mismo año firma para el Santos Laguna también de la Primera División de México. Con el Santos Laguna disputa 14 partidos y anota dos goles. En noviembre del 2004, por eliminatorias mundialistas, anotó el gol de la victoria 1-0 sobre la Selección de Brasil.

#### Liga de Quito
El 2005 vuelve a Ecuador a Liga de Quito, donde consigue ser campeón del Apertura 2005 y tuvo una destacada actuación en la Copa Libertadores 2006. Con la Selección de Ecuador destacó en la Copa Mundial de Fútbol de 2006.

#### PSV Eindhoven

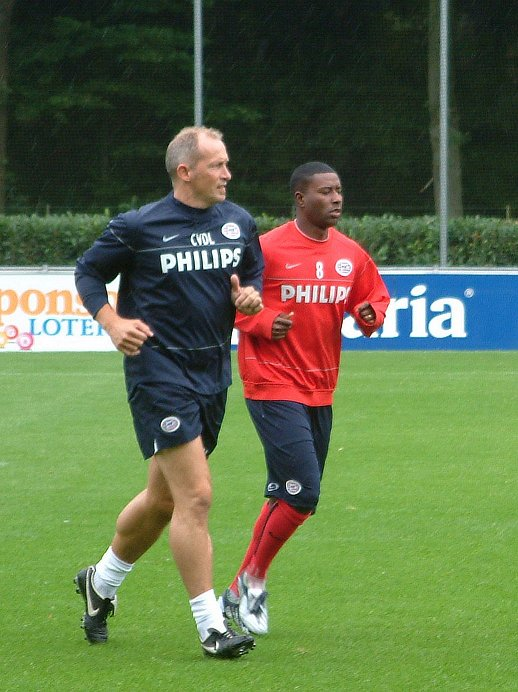
Édison Méndez en un entrenamiento junto a Cees van der Linden, fisioterapeuta del PSV.

A mediados del 2006 Méndez fue contratado por el PSV Eindhoven, club en el que muchos partidos fue figura y logró dos títulos de la Eredivisie, de las temporadas 2006-2007 y 2007-2008, anotando 15 goles. Fue el primer jugador ecuatoriano en jugar un partido y anotar un gol en la UEFA Champions League, en la victoria 1-0 sobre Arsenal de Inglaterra, que además fue el primer triunfo al PSV sobre Arsenal en su historia. Sus buenas actuaciones en esa copa de Europa lo hicieron ser considerado como el mejor jugador del partido en dos ocasiones, contra los clubes ingleses Liverpool y Arsenal.

#### Liga de Quito
El 2009 retornó a Liga de Quito, club en el que fue campeón de la Copa Sudamericana 2009, además ese año además formó parte del Equipo Ideal de América.

#### Atlético Mineiro
El 2010 pasó al Clube Atlético Mineiro de la Primera División de Brasil donde su bajo rendimiento no le permitió quedarse más tiempo en tierra brasileñas.

#### Emelec
El 2011 nuevamente retornó a Ecuador, para jugar en Emelec con el que fue subcampeón nacional, en este volvió a ser convocado a la Selección de Ecuador, llegando a su partido 100 con la "tricolor".

#### Liga de Quito
El 2012 retorna a Liga de Quito.

#### Santa Fe
El año 2014 el jugador Édison Méndez jugó para el equipo Independiente Santa Fe de la Categoría Primera A colombiana.

#### El Nacional
Para el año 2015 el jugador Édison Méndez jugó para el Club Deportivo El Nacional de la Serie A de Ecuador.

### Como entrenador
Méndez inició su carrera como entrenador en el CD El Nacional, donde fue asistente técnico de Jorge Montesino y Javier Rodríguez entre junio y noviembre de 2020. Luego, en noviembre de ese mismo año, asumió como entrenador interino, dirigiendo dos partidos con un balance de una victoria y una derrota. Sin embargo, en diciembre de 2020 fue despedido. Según Lucía Vallecilla, presidenta del club, Méndez permitió el ingreso de licor para beber con jugadores y representantes, lo que fue considerado una falta grave y contribuyó a su destitución. Méndez negó las acusaciones y anunció acciones legales para defender su honor.
En enero de 2022, se incorporó a Liga de Quito como entrenador de juveniles, desempeñándose en ese rol por más de un año. En abril del mismo año, asumió interinamente la dirección del primer equipo de LDU Quito, logrando cinco victorias en seis encuentros, con un promedio de 2.50 puntos por partido. A pesar de su éxito momentáneo, no continuó en el cargo y fue reemplazado por Luis Zubeldía.
Posteriormente, el 29 de julio de 2023, Méndez fue contratado como entrenador del CD La Unión junto a Giovanny Espinoza como su asistente técnico. El 28 de julio de 2024 asumió como entrenador del Daquilema FC. Durante su gestión, el equipo mostró un buen rendimiento inicial, liderando el torneo provincial con 22 puntos y una diferencia de gol de +8. Sin embargo, el 27 de agosto, tras la derrota 0-1 ante el Centro Deportivo Olmedo en el partido final del Campeonato Provincial de Ascenso de Chimborazo, presentó su renuncia.
En febrero de 2025 asumió como entrenador del Club 11 de Mayo FC en la Segunda Categoría de Ecuador.

## Selección nacional

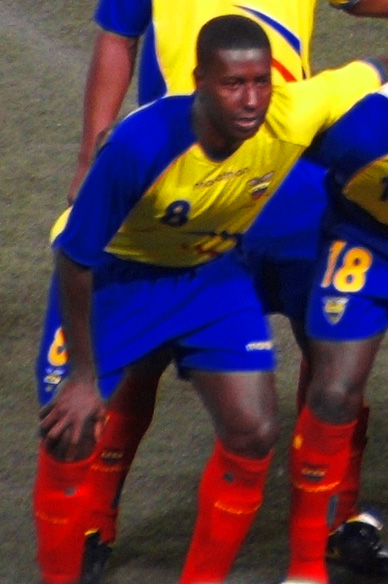
Édison Méndez antes de un amistoso internacional frente a la Selección de Colombia.

Méndez fue internacional con la Selección de Ecuador en 111 partidos, anotando 18 goles: 11 en Eliminatorias Mundialistas, 2 en Copa América, 1 en el Mundial de la FIFA Corea/Japón 2002 y 4 en amistosos internacionales. Es considerado como un histórico dentro de la selección, al formar parte del primer equipo ecuatoriano que llegó a un mundial de fútbol, el Mundial de la FIFA Corea/Japón 2002. También se destaca por ser el jugador que marcó el gol de la primera victoria de Ecuador en un mundial. Méndez también formó parte de las representaciones ecuatorianas que disputaron los mundiales de 2006 y 2014.

### Participaciones enCopas del Mundo
| Mundial                       | Sede                     | Resultado                | PJ | GA | Asis |
| ----------------------------- | ------------------------ | ------------------------ | -- | -- | ---- |
| Mundial de Corea y Japón 2002 | Corea del Sur y Japón    | Fase de grupos           | 3  | 1  | 1    |
| Mundial de Alemania 2006      | Alemania                 | Octavos de final         | 4  | 0  | 2    |
| Mundial de Brasil 2014        | Brasil                   | Fase de grupos           | 1  | 0  | 0    |
| Total en Copas del Mundo      | Total en Copas del Mundo | Total en Copas del Mundo | 8  | 1  | 3    |

### Participaciones enCopas América
| Torneo                 | Sede                   | Resultado              | PJ | GA | Asis |
| ---------------------- | ---------------------- | ---------------------- | -- | -- | ---- |
| Copa América 2001      | Colombia               | Fase de grupos         | 3  | 1  | 0    |
| Copa América 2004      | Perú                   | Fase de grupos         | 2  | 0  | 0    |
| Copa América 2007      | Venezuela              | Fase de grupos         | 3  | 1  | 1    |
| Copa América 2011      | Argentina              | Fase de grupos         | 3  | 0  | 0    |
| Total en Copas América | Total en Copas América | Total en Copas América | 11 | 2  | 1    |

### Participaciones enCopas Oro
| Torneo        | Sede           | Resultado      | PJ | GA | Asis |
| ------------- | -------------- | -------------- | -- | -- | ---- |
| Copa Oro 2002 | Estados Unidos | Fase de grupos | 1  | 0  | 0    |

### Participaciones enEliminatorias al Mundial
| Eliminatoria                                | Sede del Mundial       | Posición               | Resultado   | PJ | GA | Asis |
| ------------------------------------------- | ---------------------- | ---------------------- | ----------- | -- | -- | ---- |
| Eliminatorias Mundial de Corea y Japón 2002 | Corea del Sur y Japón  | 2°lugar 31pts          | Clasificado | 8  | 1  | 0    |
| Eliminatorias Mundial de Alemania 2006      | Alemania               | 3°lugar 28pts          | Clasificado | 15 | 5  | 2    |
| Eliminatorias Mundial de Sudáfrica 2010     | Sudáfrica              | 6°lugar 23pts          | Eliminado   | 15 | 4  | 4    |
| Eliminatorias Mundial de Brasil 2014        | Brasil                 | 4°lugar 25pts          | Clasificado | 5  | 1  | 0    |
| Total en Eliminatorias                      | Total en Eliminatorias | Total en Eliminatorias | 3/4         | 43 | 11 | 6    |

## Clubes

### Como jugador
| Club                    | País         | Año       |
| ----------------------- | ------------ | --------- |
| Deportivo Quito         | Ecuador      | 1997-2002 |
| El Nacional             | Ecuador      | 2003      |
| Club Deportivo Irapuato | México       | 2003      |
| Santos Laguna           | México       | 2004      |
| Liga de Quito           | Ecuador      | 2005-2006 |
| PSV Eindhoven           | Países Bajos | 2006-2009 |
| Liga de Quito           | Ecuador      | 2009-2010 |
| Atlético Mineiro        | Brasil       | 2010      |
| Emelec                  | Ecuador      | 2011      |
| Liga de Quito           | Ecuador      | 2012-2013 |
| Independiente Santa Fe  | Colombia     | 2014      |
| El Nacional             | Ecuador      | 2015      |

### Como Director Técnico
| Club                               | País    | Año           |
| ---------------------------------- | ------- | ------------- |
| El Nacional                        | Ecuador | 2020          |
| Liga de Quito (Divisiones menores) | Ecuador | 2021          |
| Liga de Quito                      | Ecuador | 2022          |
| CD La Unión                        | Ecuador | 2023          |
| Daquilema FC                       | Ecuador | 2024          |
| 11 de Mayo                         | Ecuador | 2025-presente |

## Estadísticas
Datos actualizados a fin de carrera deportiva.
| Deportivo Quito · Ecuador |               |               |     |    |   |    |    |     |     |    |
| 1.ª | 1997          | 27            | 1   | -  | - | -  | -  | 27  | 1   |    |
| 1.ª | 1998          | 28            | 1   | -  | - | 6  | 0  | 34  | 1   |    |
| 1.ª | 1999          | 39            | 0   | -  | - | -  | -  | 39  | 0   |    |
| 1.ª | 2000          | 30            | 2   | -  | - | -  | -  | 30  | 2   |    |
| 1.ª | 2001          | 35            | 4   | -  | - | -  | -  | 35  | 4   |    |
| 1.ª | 2002          | 33            | 10  | -  | - | -  | -  | 33  | 10  |    |
| Total club | Total club    | 192           | 18  | 0  | 0 | 6  | 0  | 198 | 18  |    |
| El Nacional · Ecuador |               |               |     |    |   |    |    |     |     |    |
| 1.ª | 2003          | 34            | 4   | -  | - | 6  | 0  | 40  | 4   |    |
| 1.ª | 2015          | 21            | 4   | -  | - | -  | -  | 21  | 4   |    |
| Total club | Total club    | 55            | 8   | 0  | 0 | 6  | 0  | 61  | 8   |    |
| Irapuato · México |               |               |     |    |   |    |    |     |     |    |
| 1.ª | C-2004        | 16            | 5   | -  | - | -  | -  | 16  | 5   |    |
| Total club | Total club    | 16            | 5   | 0  | 0 | 0  | 0  | 16  | 5   |    |
| Santos Laguna · México |               |               |     |    |   |    |    |     |     |    |
| 1.ª | A-2004        | 14            | 2   | -  | - | -  | -  | 14  | 2   |    |
| Total club | Total club    | 14            | 2   | 0  | 0 | 0  | 0  | 14  | 2   |    |
| Liga de Quito · Ecuador |               |               |     |    |   |    |    |     |     |    |
| 1.ª | 2005          | 42            | 4   | -  | - | 13 | 3  | 55  | 7   |    |
| 1.ª | 2006          | 18            | 2   | -  | - | 10 | 3  | 28  | 5   |    |
| 1.ª | 2009          | 8             | 0   | -  | - | 10 | 7  | 18  | 7   |    |
| 1.ª | 2010          | 15            | 6   | -  | - | -  | -  | 15  | 6   |    |
| 1.ª | 2012          | 19            | 1   | -  | - | -  | -  | 19  | 1   |    |
| 1.ª | 2013          | 28            | 5   | -  | - | -  | -  | 28  | 5   |    |
| Total club | Total club    | 130           | 18  | 0  | 0 | 33 | 13 | 163 | 31  |    |
| PSV Eindhoven · Países Bajos |               |               |     |    |   |    |    |     |     |    |
| 1.ª | 2006-07       | 26            | 5   | -  | - | 9  | 1  | 35  | 6   |    |
| 1.ª | 2007-08       | 20            | 1   | 2  | 0 | 11 | 0  | 33  | 1   |    |
| 1.ª | 2008-09       | 26            | 3   | 2  | 0 | 6  | 0  | 33  | 3   |    |
| Total club | Total club    | 72            | 9   | 4  | 0 | 26 | 1  | 102 | 10  |    |
| Atlético Mineiro · Brasil |               |               |     |    |   |    |    |     |     |    |
| 1.ª | 2010          | 3             | 0   | -  | - | 3  | 0  | 6   | 0   |    |
| Total club | Total club    | 3             | 0   | 0  | 0 | 3  | 0  | 6   | 0   |    |
| Emelec · Ecuador |               |               |     |    |   |    |    |     |     |    |
| 1.ª | 2011          | 35            | 5   | -  | - | 3  | 0  | 38  | 5   |    |
| Total club | Total club    | 35            | 5   | 0  | 0 | 3  | 0  | 38  | 5   |    |
| Independiente Santa Fe · Colombia |               |               |     |    |   |    |    |     |     |    |
| 1.ª | A-2014        | 10            | 0   | -  | - | 8  | 1  | 18  | 1   |    |
| Total club | Total club    | 10            | 0   | 0  | 0 | 8  | 1  | 18  | 1   |    |
| Total carrera | Total carrera | Total carrera | 527 | 65 | 4 | 0  | 85 | 15  | 616 | 74 |
| (1) Incluye datos de la Supercopa de los Países Bajos (2007, 2008); Copa de los Países Bajos (2007-08, 2008-09). (2) Incluye datos de la Copa Libertadores (1998, 2003, 2005, 2006, 2011, 2014); Copa Sudamericana (2005, 2009, 2010); Liga de Campeones de la UEFA (2006-07, 2007-08, 2008-09); Liga Europa de la UEFA (2007-08). (3) No incluye goles en partidos amistosos. |               |               |     |    |   |    |    |     |     |    |

## Selección nacional
| Selección          | Año   | Amistoso | Amistoso | Copa América | Copa América | Eliminatorias | Eliminatorias | Mundial | Mundial | Copa de Oro | Copa de Oro | Total | Total |
| Selección          | Año   | PJ       | G        | PJ           | G            | PJ            | G             | PJ      | G       | PJ          | G           | PJ    | G     |
| ------------------ | ----- | -------- | -------- | ------------ | ------------ | ------------- | ------------- | ------- | ------- | ----------- | ----------- | ----- | ----- |
| Absoluta · Ecuador | 2000  | 3        | 0        | -            | -            | 1             | 0             | -       | -       | -           | -           | 4     | 0     |
| Absoluta · Ecuador | 2001  | 3        | 0        | 3            | 1            | 7             | 1             | -       | -       | -           | -           | 13    | 2     |
| Absoluta · Ecuador | 2002  | 9        | 0        | -            | -            | -             | -             | 3       | 1       | 2           | 0           | 14    | 1     |
| Absoluta · Ecuador | 2003  | 6        | 0        | -            | -            | 4             | 1             | -       | -       | -           | -           | 10    | 1     |
| Absoluta · Ecuador | 2004  | 2        | 1        | 2            | 0            | 7             | 2             | -       | -       | -           | -           | 11    | 3     |
| Absoluta · Ecuador | 2005  | 4        | 1        | -            | -            | 4             | 2             | -       | -       | -           | -           | 8     | 3     |
| Absoluta · Ecuador | 2006  | 5        | 0        | -            | -            | -             | -             | 4       | 0       | -           | -           | 9     | 0     |
| Absoluta · Ecuador | 2007  | 5        | 0        | 3            | 1            | 4             | 2             | -       | -       | -           | -           | 12    | 3     |
| Absoluta · Ecuador | 2008  | -        | -        | -            | -            | 3             | 1             | -       | -       | -           | -           | 3     | 1     |
| Absoluta · Ecuador | 2009  | -        | -        | -            | -            | 8             | 1             | -       | -       | -           | -           | 8     | 1     |
| Absoluta · Ecuador | 2011  | 7        | 1        | 3            | 0            | 3             | 1             | -       | -       | -           | -           | 13    | 2     |
| Absoluta · Ecuador | 2012  | -        | -        | -            | -            | 1             | 0             | -       | -       | -           | -           | 1     | 0     |
| Absoluta · Ecuador | 2013  | 1        | 0        | -            | -            | 1             | 0             | -       | -       | -           | -           | 2     | 0     |
| Absoluta · Ecuador | 2014  | 4        | 1        | -            | -            | -             | -             | 1       | 0       | -           | -           | 5     | 1     |
| Total              | Total | 48       | 4        | 11           | 2            | 43            | 11            | 8       | 1       | 2           | 0           | 111   | 18    |

### Resumen estadístico
| Competición             | Part. | Goles |
| ----------------------- | ----- | ----- |
| Liga                    | 527   | 65    |
| Copas nacionales        | 4     | 0     |
| Torneos internacionales | 85    | 15    |
| Selección Ecuatoriana   | 111   | 18    |
| Total                   | 727   | 98    |

## Palmarés

### Campeonatos nacionales
| Título                 | Club          | País         | Año       |
| ---------------------- | ------------- | ------------ | --------- |
| Campeonato Ecuatoriano | Liga de Quito | Ecuador      | 2005      |
| Eredivisie             | PSV Eindhoven | Países Bajos | 2006-2007 |
| Eredivisie             | PSV Eindhoven | Países Bajos | 2007-2008 |
| Supercopa de Holanda   | PSV Eindhoven | Países Bajos | 2008      |

### Campeonatos internacionales
| Título            | Club          | País   | Año  |
| ----------------- | ------------- | ------ | ---- |
| Copa Sudamericana | Liga de Quito | Brasil | 2009 |

### Distinciones individuales
| Distinción                             | Año  |
| -------------------------------------- | ---- |
| Mejor Jugador de la Serie A de Ecuador | 2002 |
| Nominado al Balón de Oro               | 2006 |
| Parte del Equipo Ideal de América      | 2009 |